# SpVgg Röhlinghausen
Maillots
Dernière mise à jour : 24 mars 2011.
Le SpVgg Röhlinghausen est un club allemand localisé dans la commune de Röhlinghausen (Wanne-Eickel) dans l’entité de Herne en Rhénanie du Nord-Westphalie.

## Histoire (football)
Après une première tentative qui n'aboutit pas en 1909, le club fut fondé en 1913 sous l’appellation Spiel und Sport 1913 Röhlinghausen ou SuS 1913 Röhlinghausen.
En 1924, le club fusionna avec le Ballspielverein 1919 Röhlinghausen et VfL 1922 Röhlinghausen pour former le SpVgg Röhlinghausen.
Le cercle progressa et en 1937, il accéda à la Gauliga Westfalen, une des seize ligues créées sur ordre des Nazis, dès leur arrivée au pouvoir en 1933. Le SpVgg Röhlinghausen évolua sept saisons dans cette ligue, soit jusqu’au terme de la saison 1943-1944. Le championnat suivant ne put se dérouler en raison de l’évolution du conflit. Dernier en 1940, il échappa à la relégation à la suite du déclenchement de la Seconde Guerre mondiale. Le meilleur classement du club fut une 3e place obtenue lors de l’exercice 1942-1943.
En 1945, le club fut dissous par les Alliés, comme tous les clubs et associations allemands (voir Directive n°23). Il fut assez rapidement reconstitué.
En 1947, le cercle manqua de peu l’accession à la Gauliga West, la plus haute ligue de l’époque. Deux ans plus tard, le SpVgg Röhlinghausen fut repris pour être un des fondateurs de la 2. Liga West. Cette division était, dans l’organisation de l’époque, située au 2e niveau de la hiérarchie. Mais après une saison, malgré une 9e place finale sur 16, le club se retira volontairement faute de moyens financiers suffisants. Il remonta pour la saison 1951-1952, mais ne parvint pas à se maintenir.
Il rejoua dans la plus haute division amateur (Verbandsliga), jusqu’en 1961 puis en fut relégué. Le club recula dans la hiérarchie et à partir de 1969 resta en Kreisklasse.
En 2010-2011, le club joue, sous le nom de SV Röhlinghausen-Pluto, en Kreisliga B Westfalen (Kreis Herne, Groupe 2), soit au 10e niveau de la hiérarchie de la DFB.